# Pilosocereus aurisetus
Pilosocereus aurisetus är en kaktusväxtart som först beskrevs av Erich Werdermann, och fick sitt nu gällande namn av Byles och Gordon Douglas Rowley. Pilosocereus aurisetus ingår i släktet Pilosocereus och familjen kaktusväxter.

## Underarter
Arten delas in i följande underarter:
- P. a. aurilanatus
- P. a. aurisetus